# Форт Ашби (Западна Вирџинија)
Форт Ашби (енгл. Fort Ashby) насељено је место без административног статуса у америчкој савезној држави Западна Вирџинија.

## Демографија
По попису из 2010. године број становника је 1.380, што је 26 (1,9%) становника више него 2000. године.
| Група             | 2000.         | 2010.         |
| Белци             | 1.332 (98,4%) | 1.361 (98,6%) |
| Афроамериканци    | 4 (0,3%)      | 1 (0,1%)      |
| Азијати           | 4 (0,3%)      | 5 (0,4%)      |
| Хиспаноамериканци | 6 (0,4%)      | 7 (0,5%)      |
| Укупно            | 1.354         | 1.380         |